# Trachyoribates pseudofurcatus
Trachyoribates pseudofurcatus är en kvalsterart som först beskrevs av Balogh och Sandór Mahunka 1968.  Trachyoribates pseudofurcatus ingår i släktet Trachyoribates och familjen Haplozetidae. Inga underarter finns listade i Catalogue of Life.